# Borgen, Östervåla
Borgen är en by i Östervåla socken, Heby kommun utanför Uppsala.
Borgen omtalas i dokument första gången 1454 ("i Borginne"), då byborna i Borgen ingår bland den som kyrkoherden i Östervåla stämt för att ha slagit en äng kyrkoherden menade tillhörde honom. Östervålaborna som kunde uppvisa ett 130 år gammalt brev på sin rätt till ängen tilldömdes fätäkten. Under 1500-talet anges Borgen som ett helt mantal skatte om 7 öresland och 8 penningland, med skatteutjordar i Jåsbon (senare under Brunnsbo) och Åby. Namnet på byn kommer troligen av den höjd där gårdarna ligger. Denna är dock inte påfallande brant - borg brukar betyda en höjd med brant sluttning.
Bland bebyggelser märks Borgkarlvallen som var Borgens och Mångsbos fäbodar, i bruk åtminstone från början av 1700-talet till mitten av 1800-talet. Johanneses var en gård i byn, 200 meter nordväst om den ursprungliga gårdstomten. Platsen är nu övergiven. Stenviken är ett torp som uppfördes i slutet av 1800-talet.